# Amédée Grab
Amédée (Antoine-Marie) Grab (Zurigo, 3 febbraio 1930 – Roveredo, 19 maggio 2019) è stato un vescovo cattolico svizzero.

## Biografia
Monsignor Antoine-Marie Grab nacque a Zurigo il 3 febbraio 1930 ma trascorse la sua infanzia nel quartiere Grotte di Ginevra con i suoi genitori e tre fratelli. Sua madre, Germaine, era una stenografa in servizio all'Organizzazione internazionale del lavoro e suo padre, Joseph, lavorava come commercialista.

### Formazione e ministero sacerdotale
Fin da bambino desiderò diventare sacerdote e quindi, all'età di undici, entrò all'École Saint-Louis di Ginevra. Nel 1947 lasciò la sua famiglia ed entrò nell'abbazia di Einsiedeln. Nel 1949 superò gli esami di maturità in tedesco. L'8 settembre 1950 entrò nella Congregazione di Svizzera dell'Ordine di San Benedetto e prese il nome di Amédée. In seguito studiò filosofia e teologia.
Il 12 giugno 1954 è stato ordinato presbitero. In seguito fu docente nel collegio dell'abbazia dal 1958 al 1978 e nel collegio Papio di Ascona. Fino al 1983 insegnò presso il nuovo collegio dell'abbazia di Einsiedeln. Dal 1983 al 1987 fu segretario generale della Conferenza dei vescovi svizzeri con residenza a Friburgo.

### Ministero episcopale
Il 3 febbraio 1987 papa Giovanni Paolo II lo nominò vescovo ausiliare di Losanna, Ginevra e Friburgo e titolare di Cene. Ricevette l'ordinazione episcopale il 12 aprile successivo dal vescovo di Losanna, Ginevra e Friburgo Pierre Mamie, co-consacranti l'ausiliare della stessa diocesi Gabriel Bullet e il vescovo di Sion Henri Schwery. La sua nomina sollevò le proteste della comunità protestante di Ginevra, timorosa che in città fosse ripristinata la diocesi cattolica. Come ausiliare fece parte del consiglio episcopale e del consiglio pastorale. Il 9 novembre 1995, dopo le dimissioni di monsignor Pierre Mamie per raggiunti limiti di età, Grab gli succedette nella guida della diocesi di Losanna, Ginevra e Friburgo. Prese possesso della diocesi il 26 dello stesso mese. Nell'agosto dell'anno successivo il papa nominò Pierre Farine nuovo vescovo ausiliare.
Nel 1997 succedette a Henri Salina, ex abate ordinario dell'abbazia territoriale di San Maurizio d'Agauno, come presidente della Conferenza dei vescovi svizzeri. Lasciò la presidenza alla fine del 2006, al termine del terzo mandato.
L'8 giugno 1998 il capitolo dei canonici della cattedrale di Coira lo selezionò come nuovo vescovo di Coira. Il 12 giugno la nomina fu confermata dalla Santa Sede. Il suo predecessore, monsignor Wolfgang Haas, era stato trasferito per contrasti con il clero della sua diocesi, in particolare quello di Zurigo. Prese possesso della diocesi il 23 agosto successivo. Nel 2001 fu eletto presidente del Consiglio delle conferenze dei vescovi d'Europa.
Il 5 febbraio 2007 papa Benedetto XVI accettò la sua rinuncia al governo pastorale della diocesi per raggiunti limiti d'età. Il suo ritiro venne posticipato per permettergli di concludere il mandato di presidente della Conferenza episcopale. Continuò a guidare la diocesi come amministratore apostolico fino al 16 settembre successivo, quando il suo successore Vitus Huonder prese possesso della diocesi. Si ritirò in una casa per anziani a Roveredo.
Morì nella Casa di Cura Immacolata di Roveredo il 19 maggio 2019 all'età di 89 anni. Le esequie si tennero il 27 maggio alle ore 14 nella cattedrale di Coira e furono presiedute da Pierre Bürcher, amministratore apostolico della diocesi. Al termine del rito fu sepolto nel cimitero vescovile di fronte alla cattedrale.

## Genealogia episcopale e successione apostolica
La genealogia episcopale è:
- Cardinale Scipione Rebiba
- Cardinale Giulio Antonio Santori
- Cardinale Girolamo Bernerio, O.P.
- Arcivescovo Galeazzo Sanvitale
- Cardinale Ludovico Ludovisi
- Cardinale Luigi Caetani
- Cardinale Ulderico Carpegna
- Cardinale Paluzzo Paluzzi Altieri degli Albertoni
- Papa Benedetto XIII
- Papa Benedetto XIV
- Papa Clemente XIII
- Cardinale Marcantonio Colonna
- Cardinale Giacinto Sigismondo Gerdil, B.
- Cardinale Giulio Maria della Somaglia
- Cardinale Carlo Odescalchi, S.I.
- Cardinale Costantino Patrizi Naro
- Cardinale Serafino Vannutelli
- Cardinale Domenico Serafini, Cong. Subl. O.S.B.
- Cardinale Pietro Fumasoni Biondi
- Arcivescovo Filippo Bernardini
- Vescovo François Charrière
- Cardinale Charles Journet
- Vescovo Pierre Mamie
- Vescovo Amédée (Antoine-Marie) Grab, O.S.B.

La successione apostolica è:
- Vescovo Pierre Farine (1996)
- Vescovo Bernard Genoud (1999)
- Vescovo Vitus Huonder (2007)